# Tim Bentinck
Timothy Charles Robert Noel Bentinck, XII conte di Portland, conte Bentinck, meglio noto come Tim Bentinck (Tasmania, 1º giugno 1953), è un attore australiano naturalizzato inglese.

## Biografia
Dal 1979 è sposato con Judith Ann Emerson, ed ha avuto due figli: William (1984) e Jasper (1988).
Ha iniziato la sua carriera nel 1979, ed ha fatto inoltre qualche doppiaggio, come nel film La carica dei 101 II - Macchia, un eroe a Londra in cui dà la voce a Rudy.

## Filmografia

### Cinema
- Attacco: piattaforma Jennifer (North Sea Hijack), regia di Andrew V. McLaglen (1980)
- I pirati di Penzance (The Pirates of Penzances), regia di Wilford Leach (1983)
- Winter Flight, regia di Roy Battersby (1984)
- Out of Order, regia di Jonnie Turpie (1987)
- L'anno della cometa (Year of the Comet), regia di Peter Yates (1992)
- La 12ª notte (Twelfth Night: Or What You Will), regia di Trevor Nunn (1996)
- La tigre e il dragone (Wòhǔ Cánglóng), regia di Ang Lee (2000)
- Enigma, regia di Michael Apted (2001)
- Deserter, regia di Martin Huberty (2002)
- La fiera della vanità (Vanity Fair), regia di Mira Noir (2004)
- Frances Tuesday, regia di Jon Sen (2004)
- D-Day, regia di Richard Dale (2004)
- The Great San Francisco Earthquake, regia di Philip Smith (2006)
- Rule Number Three, regia di Tom Ludlam (2011) - cortometraggio
- The Turn, regia di Christian Krohn (2012)
- Fast Girls, regia di Regan Hall (2012)
- Redistributors, regia di Adrian Tanner (2015)
- Animali fantastici e dove trovarli (Fantastic Beasts and Where to Find Them), regia di David Yates (2016)
- Reg, regia di David Blair (2016)
- Us and Them, regia di Joseph Martin (2017)
- Animali fantastici - I crimini di Grindelwald (Fantastic Beasts: The Crimes of Grindelwald), regia di David Yates (2018)
- They Shall Not Grow Old - Per sempre giovani (They Shall Not Grow Old), regia di Peter Jackson (2018)

### Televisione
- Hsarpe's Rifles, regia di Tom Clegg – film TV (1993)
- Guerra imminente (The Gathering Storm), regia di Richard Loncraine – film TV (2002)
- The Thick of It – serie TV, episodi 1x01-2x05 (2005-2007)
- Gangsta Granny, regia di Matt Lipsey – film TV (2013)
- Doctor Who: Shada, regia di Charles Norton e Pennant Roberts – film TV (2017)
- The Crown – serie TV, episodi 3x10-6x08 (2019-2023)
- The Nevers – serie TV, 4 episodi (2021-2023)
- Gentleman Jack - Nessuna mi ha mai detto di no (Gentleman Jack) – serie TV, episodi 2x07-2x08 (2022)
- Andor – serie TV, episodio 2x11 (2025)

### Doppiatore
- La carica dei 101 II - Macchia, un eroe a Londra (101 Dalmatian's II: Patch's London Adventure), regia di Jim Kammerud e Brian Smith (2003)
- A Christmas Carol, regia di Ric Machin (2006)
- Gnomeo e Giulietta (Gnomeo and Juliet), regia di Kelly Asbury (2011)
- Broken Sword 5: La maledizione del serpente (Broken Sword 5: The Serpent's Curse) - videogioco (2015)
- Elden Ring: Shadow of the Erdtree – videogioco (2024)

## Doppiatori italiani
Nelle versioni in italiano dei suoi lavori, Tim Bentinck è stato doppiato da:
- Oliviero Dinelli in Animali fantastici e dove trovarli[1]
- Roberto Fidecaro in Andor

Da doppiatore è sostituito da:
- Antonio Sanna ne La carica dei 101 II - Macchia un eroe a Londra
- Alessandro Capra in Broken Sword 5: La maledizione del serpente[2]

## Ascendenza
|                                                                |   |                                                         | Genitori                               |  |  | Nonni |  |  | Bisnonni                |  |  | Trisnonni                  |  |
|                                                                |   |                                                         |                                        |  |  |       |  |  | Henry, V conte Bentinck |  |  | Charles, IV conte Bentinck |  |
|                                                                |   |                                                         |                                        |  |  |       |  |  | Henry, V conte Bentinck |  |  | Charles, IV conte Bentinck |  |
|                                                                |   | contessa Mechtilde zu Waldeck und Pyrmont               |                                        |  |  |       |  |  | Henry, V conte Bentinck |  |  |                            |  |
| Robert Charles, VI conte Bentinck                              |   |                                                         |                                        |  |  |       |  |  | Henry, V conte Bentinck |  |  |                            |  |
|                                                                |   | Henrietta Elisa Cathcart McKerrell                      | Robert McKerrell                       |  |  |       |  |  |                         |  |  |                            |  |
|                                                                |   | Henrietta Elisa Cathcart McKerrell                      | Robert McKerrell                       |  |  |       |  |  |                         |  |  |                            |  |
|                                                                |   | Henrietta Elisa Cathcart McKerrell                      | Emily Pauline Staveley                 |  |  |       |  |  |                         |  |  |                            |  |
| Henry Noel Bentinck, XI conte di Portland e VII conte Bentinck |   | Henrietta Elisa Cathcart McKerrell                      |                                        |  |  |       |  |  |                         |  |  |                            |  |
|                                                                |   | Charles William Francis Noel, III conte di Gainsborough | Charles Noel, II conte di Gainsborough |  |  |       |  |  |                         |  |  |                            |  |
|                                                                |   | Charles William Francis Noel, III conte di Gainsborough | Charles Noel, II conte di Gainsborough |  |  |       |  |  |                         |  |  |                            |  |
|                                                                |   | Charles William Francis Noel, III conte di Gainsborough | lady Adelaide Harriet Augusta Hay      |  |  |       |  |  |                         |  |  |                            |  |
| lady Norah Noel                                                |   | Charles William Francis Noel, III conte di Gainsborough |                                        |  |  |       |  |  |                         |  |  |                            |  |
|                                                                |   | Mary Elizabeth Dease                                    | James Arthur Dease                     |  |  |       |  |  |                         |  |  |                            |  |
|                                                                |   | Mary Elizabeth Dease                                    | James Arthur Dease                     |  |  |       |  |  |                         |  |  |                            |  |
|                                                                |   | Mary Elizabeth Dease                                    | Charlotte Agnes Jerningham             |  |  |       |  |  |                         |  |  |                            |  |
| Timothy Bentinck, XII conte di Portland e VIII conte Bentinck  |   | Mary Elizabeth Dease                                    |                                        |  |  |       |  |  |                         |  |  |                            |  |
|                                                                | … | …                                                       |                                        |  |  |       |  |  |                         |  |  |                            |  |
|                                                                | … | …                                                       |                                        |  |  |       |  |  |                         |  |  |                            |  |
|                                                                | … | …                                                       |                                        |  |  |       |  |  |                         |  |  |                            |  |
| Frederick William Mellowes                                     | … |                                                         |                                        |  |  |       |  |  |                         |  |  |                            |  |
|                                                                |   | …                                                       | …                                      |  |  |       |  |  |                         |  |  |                            |  |
|                                                                |   | …                                                       | …                                      |  |  |       |  |  |                         |  |  |                            |  |
|                                                                |   | …                                                       | …                                      |  |  |       |  |  |                         |  |  |                            |  |
| Pauline Ursula Mellowes                                        |   | …                                                       |                                        |  |  |       |  |  |                         |  |  |                            |  |
|                                                                |   | …                                                       | …                                      |  |  |       |  |  |                         |  |  |                            |  |
|                                                                |   | …                                                       | …                                      |  |  |       |  |  |                         |  |  |                            |  |
|                                                                |   | …                                                       | …                                      |  |  |       |  |  |                         |  |  |                            |  |
| Doris Watts                                                    |   | …                                                       |                                        |  |  |       |  |  |                         |  |  |                            |  |
|                                                                |   | …                                                       | …                                      |  |  |       |  |  |                         |  |  |                            |  |
|                                                                |   | …                                                       | …                                      |  |  |       |  |  |                         |  |  |                            |  |
|                                                                |   | …                                                       | …                                      |  |  |       |  |  |                         |  |  |                            |  |
|                                                                |   | …                                                       |                                        |  |  |       |  |  |                         |  |  |                            |  |